# Gabriel Porras
Gabriel Porras (Mexikóváros, Mexikó 1968. február 13. –) mexikói színész. Főként telenovellákban szerepel.

## Élete
1968. február 13-án született Mexikóvárosban. 2008-ban titokban feleségül vette az amerikai-venezuelai színésznőt, Sonya Smith-t, akit a Sosem feledlek forgatásakor ismert meg. 2013. június 26-án bejelentették, hogy elválnak.

## Filmográfia

### Telenovellák, tv-sorozatok
| Év        | Eredeti cím              | Cím                                     | Szerep                                                         | Magyar hang           |
| --------- | ------------------------ | --------------------------------------- | -------------------------------------------------------------- | --------------------- |
| 1998      | Tres veces Sofía         |                                         | Germán Lizarrade                                               |                       |
| 1998      | La casa del naranjo      |                                         | Damián                                                         |                       |
| 2000      | El tío Alberto           |                                         | Pedro                                                          |                       |
| 2000      | Todo por amor            |                                         | Alejandro                                                      |                       |
| 2002      | Feliz navidad mamá       |                                         |                                                                |                       |
| 2003      | El poder de amor         |                                         |                                                                |                       |
| 2003      | Ladrón de corazones      |                                         | Román                                                          |                       |
| 2003      | El alma de herida        |                                         | Juan Manuel Mendoza                                            |                       |
| 2004      | Prisionera               | A szerelem foglyai                      | Daniel Moncada (2.)                                            | Posta Victor          |
| 2006      | Olvidarte jamás          | Sosem feledlek                          | Diego Ibarra                                                   |                       |
| 2006      | Campeones de la vida     |                                         | Guido Guevara                                                  |                       |
| 2007      | Madre Luna               |                                         | Leonardo Cisneros                                              |                       |
| 2008      | Sin senos no hay paraíso | Csajok, szilikon, ez lesz a Paradicsom! | Fernando Rey                                                   | Tóth Roland           |
| 2008-2009 | El Rostro de Analía      | A bosszú álarca                         | Ricardo 'Ricky' Montana / Ricardo Rivera                       | Tóth Roland           |
| 2010      | ¿Dónde está Elisa?       | Elisa nyomában                          | Mariano Altamira                                               | Háda János            |
| 2011      | La Reina del Sur         | Dél királynője                          | Roberto Márquez 'El Gato Fierros'                              | Tóth Roland           |
| 2011-2012 | La Casa de al Lado       | Zárt ajtók mögött                       | Gonzalo Ibáñez / Iñaki Mora Vergara / Roberto Acosta Errázuriz | Tóth Roland           |
| 2012-2013 | Corazón valiente         | Több mint testőr                        | Miguel Valdez Gutiérrez                                        | Gubányi György István |
| 2013      | El Señor de los Cielos   |                                         | Marco Mejia                                                    |                       |
| 2014-2015 | Los miserables           | Lucia – A sors üldözöttje               | Olegario 'El Diablo' Marrero                                   | Gubányi György István |
| 2015-2016 | Bajo el mismo cielo      |                                         | Carlos Martínez                                                |                       |
| 2017      | La fan                   | A rajongó                               | Gabriel Bustamante                                             | Sarádi Zsolt          |
| 2024      | El precio de amarte      |                                         | Jorge Nieto                                                    |                       |

### Filmek, egyéb rövidfilmek
| Év   | Eredeti cím                            | Cím | Szerep    |
| ---- | -------------------------------------- | --- | --------- |
| 1994 | Quimera                                |     |           |
| 1995 | Próxima salida a 50 metros             |     |           |
| 1996 | Clandestinos                           |     |           |
| 1996 | Entre Pancho Villa y una mujer desnuda |     | Ismael    |
| 1999 | En un claroscuro de la luna            |     | Olegario  |
| 2000 | Anacronías                             |     |           |
| 2001 | Perro negro                            |     | Moncho    |
| 2002 | Noche santa                            |     |           |
| 2004 | Puerta Vallarta Squeeze                |     |           |
| 2006 | Resisting Life                         |     | Andrés    |
| 2007 | Propiedad ajena                        |     | José Inés |
| 2007 | La misma Luna (Under the Same Moon)    |     | Paco      |
| 2009 | Hunted by Night                        |     | Miguel    |

## Fordítás
- Ez a szócikk részben vagy egészben  a   Gabriel Porras című angol Wikipédia-szócikk fordításán alapul.  Az eredeti cikk szerkesztőit annak laptörténete sorolja fel. Ez a jelzés csupán a megfogalmazás eredetét és a szerzői jogokat jelzi, nem szolgál a cikkben szereplő információk forrásmegjelöléseként.